# Scymnus difficilis
Scymnus difficilis är en skalbaggsart som beskrevs av Thomas Casey 1899. Scymnus difficilis ingår i släktet Scymnus och familjen nyckelpigor. Inga underarter finns listade i Catalogue of Life.